# Axianassa australis
Axianassa australis är en kräftdjursart som beskrevs av Rodrigues och Shimizu 1992. Axianassa australis ingår i släktet Axianassa och familjen Laomediidae. Inga underarter finns listade i Catalogue of Life.